# جون هارجريفز
جون هارجريفز (بالإنجليزية: John Hargreaves)‏ هو ممثل أسترالي، ولد في 28 نوفمبر 1945 في مورويلومباه ‏ في أستراليا، وتوفي في 8 يناير 1996 في سيدني في أستراليا.

## وصلات خارجية
- جون هارجريفز على موقع IMDb (الإنجليزية)
- جون هارجريفز على موقع روتن توميتوز (الإنجليزية)
- جون هارجريفز على موقع ألو سيني (الفرنسية)
- جون هارجريفز على موقع أول موفي (الإنجليزية)
- جون هارجريفز على موقع قاعدة بيانات الأفلام السويدية (السويدية)
- جون هارجريفز على موقع قاعدة بيانات الفيلم (الإنجليزية)
- جون هارجريفز على موقع كينوبويسك (الروسية)
- جون هارجريفز على موقع كينوبويسك (الروسية)